# Mandela Challenge Plate
Il Nelson Mandela Challenge Plate è un trofeo di rugby a 15 in palio tra le Nazionali di Australia e Sudafrica. 
Prende il nome dal primo presidente sudafricano del post-apartheid, Nelson Mandela.
Fu istituito nel 2000 e inizialmente fu assegnato su base biennale, a latere del Tri Nations.
La prima edizione fu vinta dall'Australia 44-23 a Melbourne.
L'edizione 2002 fu rappresentata dall'incontro svoltosi a Johannesburg nell'ambito del Tri Nations, vinto dal Sud Africa 33-31.
Il torneo del 2004 fu posticipato al 2005 e si svolse in due incontri, non facenti parte del Tri Nations, che terminarono con una vittoria ciascuno per le due nazionali; il trofeo restò quindi al Sud Africa, essendo il precedente detentore.
Dal 2006, con l'aumento di incontri di cui si compone il Tri Nations, nel quale ogni nazionale si affronta per tre volte, il trofeo viene assegnato nell'ambito della stessa competizione come avviene per la Bledisloe Cup.
Dal 2012, dopo la trasformazione del torneo in Rugby Championship e l'introduzione della composizione a quattro squadre, le squadre si affrontano due volte nel torneo (eccetto negli anni dei mondiali). Il trofeo viene vinto dalla squadra che vince più incontri contro l'altra. Se ciò non avviene il trofeo viene assegnato al detentore. La stagione 2020 fa eccezione in quanto l'unica a non comprendere il Sudafrica, di conseguenza il torneo non è stato assegnato quell'anno.

## Albo d'oro
- 2021 -  Australia
- 2019 -  Sudafrica
- 2018 -  Australia
- 2017 -  Australia
- 2016 -  Australia
- 2015 -  Australia
- 2014 -  Sudafrica
- 2013 -  Sudafrica
- 2012 –  Australia
- 2011 –  Australia
- 2010 –  Australia
- 2009 –  Sudafrica
- 2008 –  Australia
- 2007 –  Australia
- 2006 –  Australia
- 2005 –  Sudafrica
- 2002 –  Sudafrica
- 2000 –  Australia

## Risultati
| Anno | Data         | Luogo                                      | Casa      | Punteggio | Trasferta | Vincitore            |
| ---- | ------------ | ------------------------------------------ | --------- | --------- | --------- | -------------------- |
| 2021 | 18 Settembre | Suncorp Stadium, Brisbane                  | Australia | 30–17     | Sudafrica | Australia (bandiera) |
| 2021 | 12 Settembre | Robina Stadium, Robina, Queensland         | Australia | 28–26     | Sudafrica | Australia (bandiera) |
| 2019 | 20 Luglio    | Ellis Park, Johannesburg                   | Sudafrica | 35–17     | Australia | Sudafrica (bandiera) |
| 2018 | 29 Settembre | Nelson Mandela Bay Stadium, Port Elizabeth | Sudafrica | 23–12     | Australia | Australia (bandiera) |
| 2018 | 8 Settembre  | Lang Park, Brisbane                        | Australia | 23–18     | Sudafrica | Australia (bandiera) |
| 2017 | 30 Settembre | Free State Stadium, Blomfontein            | Sudafrica | 27–27     | Australia | Australia (bandiera) |
| 2017 | 9 Settembre  | Perth Oval, Perth                          | Australia | 23–23     | Sudafrica | Australia (bandiera) |
| 2016 | 1 Ottobre    | Loftus Versfeld, Pretoria                  | Sudafrica | 18–10     | Australia | Australia (bandiera) |
| 2016 | 10 Settembre | Lang Park, Brisbane                        | Australia | 23–17     | Sudafrica | Australia (bandiera) |
| 2015 | 18 Luglio    | Lang Park, Brisbane                        | Australia | 24–20     | Sudafrica | Australia (bandiera) |
| 2014 | 27 Settembre | Newlands, Cape Town                        | Sudafrica | 28–10     | Australia | Sudafrica (bandiera) |
| 2014 | 6 Settembre  | Subiaco Oval, Perth                        | Australia | 24–23     | Sudafrica | Sudafrica (bandiera) |
| 2013 | 28 Settembre | Newlands, Cape Town                        | Sudafrica | 28–8      | Australia | Sudafrica (bandiera) |
| 2013 | 7 Settembre  | Lang Park, Brisbane                        | Australia | 12–38     | Sudafrica | Sudafrica (bandiera) |
| 2012 | 29 Settembre | Loftus Versfeld, Pretoria                  | Sudafrica | 31–8      | Australia | Australia (bandiera) |
| 2012 | 8 Settembre  | Subiaco Oval, Perth                        | Australia | 26–19     | Sudafrica | Australia (bandiera) |
| 2011 | 13 Agosto    | Kings Park Stadium, Durban                 | Sudafrica | 9–14      | Australia | Australia (bandiera) |
| 2011 | 23 Luglio    | Stadium Australia, Sydney                  | Australia | 39–20     | Sudafrica | Australia (bandiera) |
| 2010 | 4 Settembre  | Free State Stadium, Bloemfontein           | Sudafrica | 39–41     | Australia | Australia (bandiera) |
| 2010 | 28 Agosto    | Loftus Versfeld, Pretoria                  | Sudafrica | 44–31     | Australia | Australia (bandiera) |
| 2010 | 24 Luglio    | Suncorp Stadium, Brisbane                  | Australia | 30–13     | Sudafrica | Australia (bandiera) |
| 2009 | 5 Settembre  | Lang Park, Brisbane                        | Australia | 21–6      | Sudafrica | Sudafrica (bandiera) |
| 2009 | 29 Agosto    | Subiaco Oval, Perth                        | Australia | 25–32     | Sudafrica | Sudafrica (bandiera) |
| 2009 | 8 Agosto     | Newlands, Cape Town                        | Sudafrica | 29–17     | Australia | Sudafrica (bandiera) |
| 2008 | 30 Agosto    | Ellis Park, Johannesburg                   | Sudafrica | 53–8      | Australia | Australia (bandiera) |
| 2008 | 23 Agosto    | Kings Park Stadium, Durban                 | Sudafrica | 15–27     | Australia | Australia (bandiera) |
| 2008 | 19 Luglio    | Subiaco Oval, Perth                        | Australia | 16–9      | Sudafrica | Australia (bandiera) |
| 2007 | 7 Luglio     | Stadium Australia, Sydney                  | Australia | 25–17     | Sudafrica | Australia (bandiera) |
| 2007 | 16 Giugno    | Newlands, Cape Town                        | Sudafrica | 22–19     | Australia | Australia (bandiera) |
| 2006 | 9 Settembre  | Ellis Park, Johannesburg                   | Sudafrica | 24–16     | Australia | Australia (bandiera) |
| 2006 | 5 Agosto     | Stadium Australia, Sydney                  | Australia | 20–18     | Sudafrica | Australia (bandiera) |
| 2006 | 15 Luglio    | Lang Park, Brisbane                        | Australia | 49–0      | Sudafrica | Australia (bandiera) |
| 2005 | 23 Luglio    | Ellis Park, Johannesburg                   | Sudafrica | 33–20     | Australia | Sudafrica (bandiera) |
| 2005 | 9 Luglio     | Stadium Australia, Sydney                  | Australia | 30–12     | Sudafrica | Sudafrica (bandiera) |
| 2002 | 17 Agosto    | Ellis Park, Johannesburg                   | Sudafrica | 33–31     | Australia | Sudafrica (bandiera) |
| 2000 | 8 Luglio     | Docklands Stadium, Melbourne               | Australia | 44–23     | Sudafrica | Australia (bandiera) |